# Olympische Sommerspiele 1948/Leichtathletik – 10.000 m (Männer)

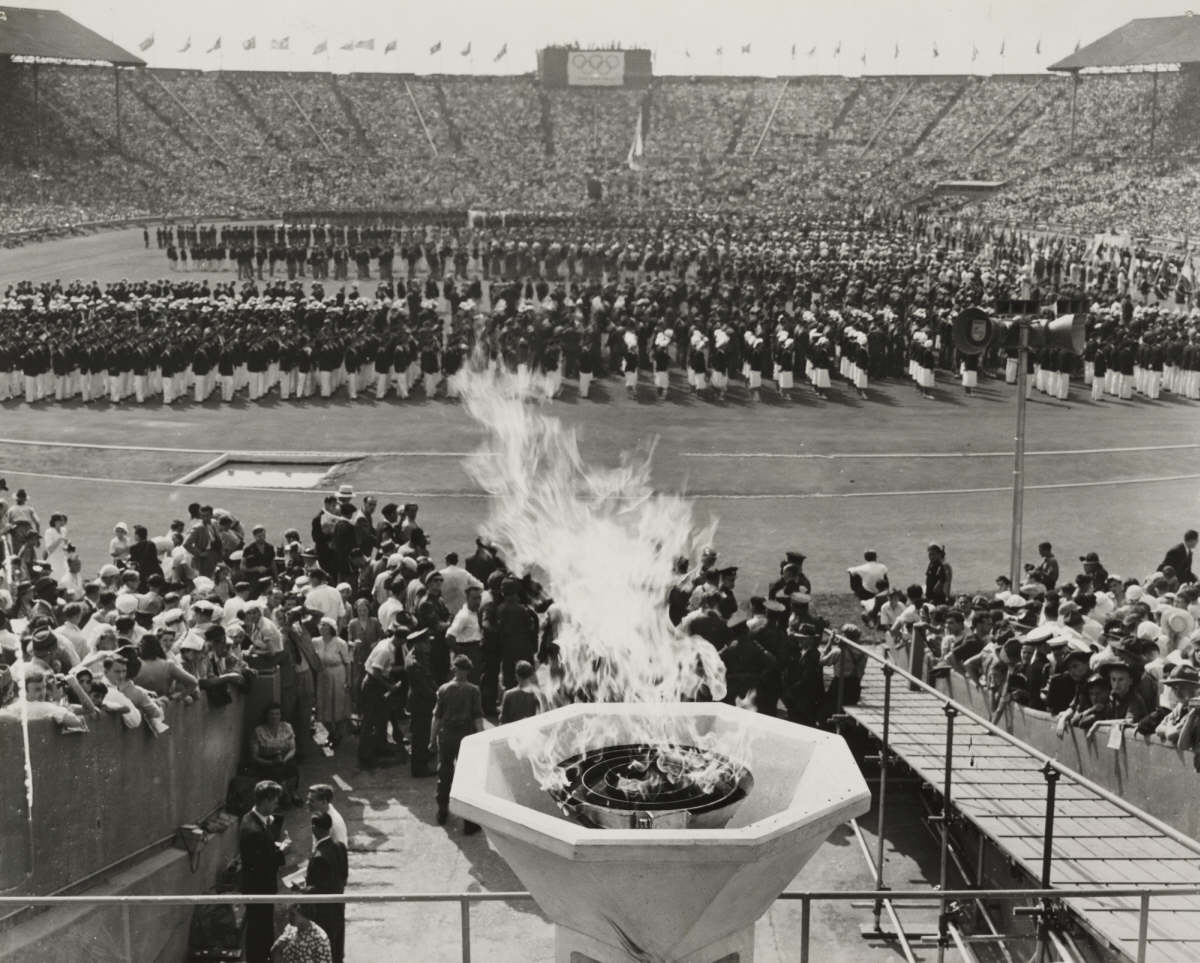
Eröffnungsfeier bei den Olympischen Spielen in London

Der 10.000-Meter-Lauf der Männer bei den Olympischen Spielen 1948 in London wurde am 30. Juli 1948 im Wembley-Stadion ausgetragen. 27 Athleten nahmen teil, von denen 22 ins Ziel kamen. Die Läufer, die nach Platz elf ins Ziel kamen, blieben ohne Zeitnahme und ohne Platzierungsangabe.
Olympiasieger wurde der Tschechoslowake Emil Zátopek vor dem Franzosen Alain Mimoun. Bronze gewann Bertil Albertsson aus Schweden.

## Rekorde

### Bestehende Rekorde
| Weltrekord         | 29:35,4 min | Viljo Heino ( Finnland)    | Helsinki, Finnland  | 25. August 1944 |
| Olympischer Rekord | 30:11,4 min | Janusz Kusociński ( Polen) | OS Los Angeles, USA | 31. Juli 1932   |

### Rekordverbesserung
Der tschechoslowakische Olympiasieger Emil Zátopek verbesserte den bestehenden olympischen Rekord im Rennen am 30. Juli um 11,8 Sekunden auf 29:59,6 min. Zum Weltrekord fehlten 24,2 Sekunden.

## Ergebnis
30. Juli 1948, 18:00 Uhr
| Platz | Name                   | Nation              | Zeit        | Anmerkung |
| ----- | ---------------------- | ------------------- | ----------- | --------- |
| 1     | Emil Zátopek           | Tschechoslowakei    | 29:59,6 min | OR        |
| 2     | Alain Mimoun           | Frankreich          | 30:47,4 min |           |
| 3     | Bertil Albertsson      | Schweden            | 30:53,6 min |           |
| 4     | Martin Stokken         | Norwegen            | 30:58,6 min |           |
| 5     | Severt Dennolf         | Schweden            | 31:05,0 min |           |
| 6     | Ben Saïd Abdallah      | Frankreich          | 31:07,8 min |           |
| 7     | Stan Cox               | Großbritannien      | 31:08,0 min |           |
| 8     | Jim Peters             | Großbritannien      | 31:16,0 min |           |
| 9     | Salomon Könönen        | Finnland            | k. A.       |           |
| 10    | Edward O’Toole         | USA                 | k. A.       |           |
| 11    | Fred Wilt              | USA                 | k. A.       |           |
| –     | Ricardo Bralo          | Argentinien         | o. W.       |           |
| –     | Eusebio Guiñez         | Argentinien         | o. W.       |           |
| –     | Jakob Kjersem          | Norwegen            | o. W.       |           |
| –     | Jef Lataster           | Niederlande         | o. W.       |           |
| –     | Steve McCooke          | Großbritannien      | o. W.       |           |
| –     | Constantino Miranda    | Spanien             | o. W.       |           |
| –     | Harold Nelson          | Neuseeland          | o. W.       |           |
| –     | André Paris            | Frankreich          | o. W.       |           |
| –     | Manny Ramjohn          | Trinidad und Tobago | o. W.       |           |
| –     | Gregorio Rojo          | Spanien             | o. W.       |           |
| –     | Lou Wenao              | China               | o. W.       |           |
| DNF   | Paddy Fahey            | Irland              |             |           |
| DNF   | Viljo Heino            | Finnland            |             |           |
| DNF   | Evert Heinström        | Finnland            |             |           |
| DNF   | Robert Everaert        | Belgien             |             |           |
| DNF   | Herman Goffberg        | USA                 |             |           |
| DNS   | Ham Kee-yong           | Südkorea            |             |           |
| DNS   | Delfo Cabrera          | Argentinien         |             |           |
| DNS   | Vasilios Mavrapostolos | Griechenland        |             |           |
| DNS   | Jenő Szilágyi          | Ungarn              |             |           |
| DNS   | Sim Bok-seok           | Südkorea            |             |           |

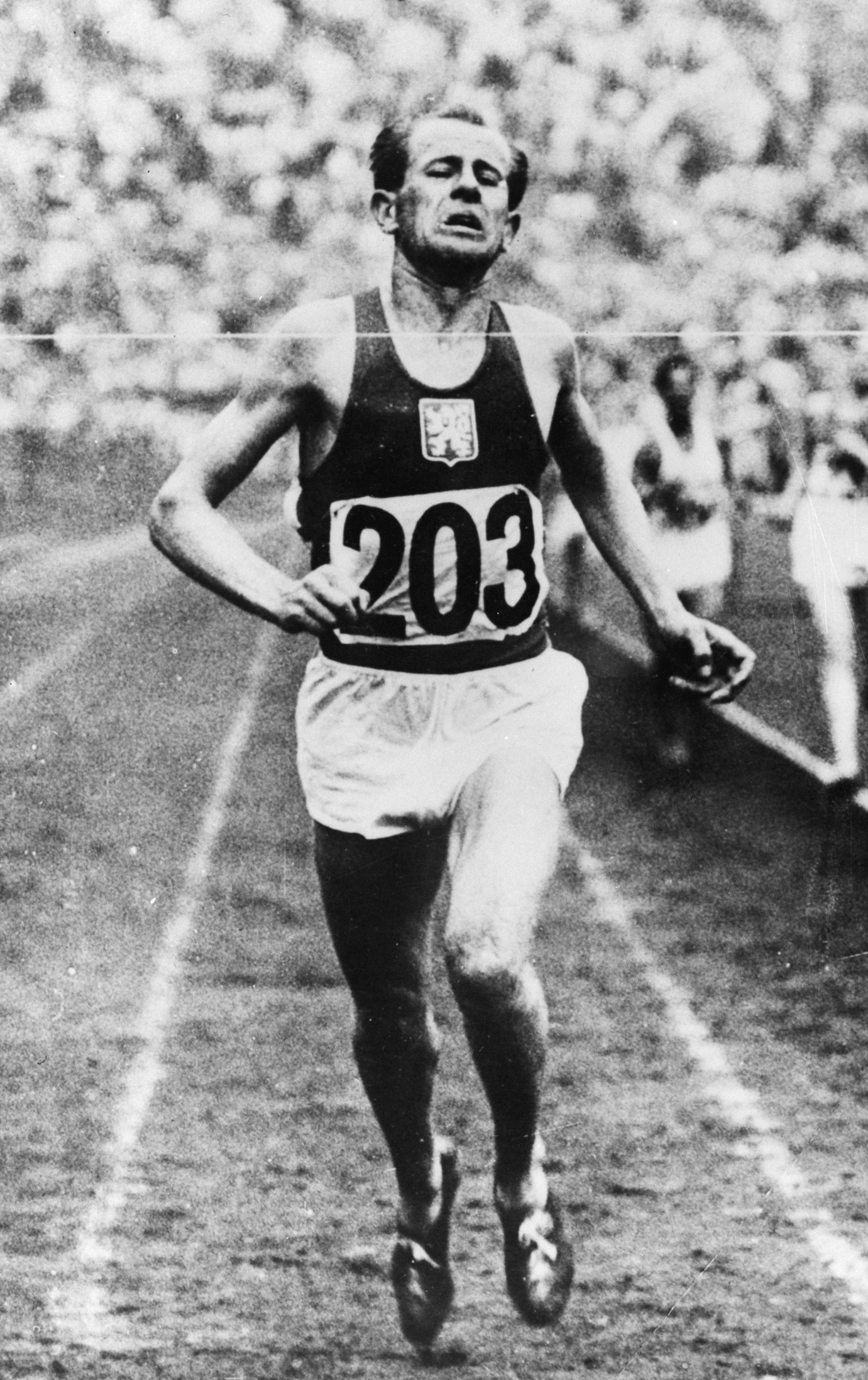
Emil Zátopek gewann hier seine erste von vier Goldmedaillen bei Olympischen Spielen

Als Topfavorit galt der Weltrekordhalter und amtierende Europameister Viljo Heino. Der Finne ging von Beginn an in Führung. Nach dreitausend Metern forcierte Emil Zátopek das Tempo und übernahm die Spitze. Zwar konnte Heino zwischenzeitlich die Führung wieder zurückgewinnen, doch Zátopek legte immer wieder Tempoverschärfungen ein, die den Finnen so zermürbten, dass er nach ca. sechstausend Metern ausstieg. Alle anderen Konkurrenten hatten längst den Anschluss verloren. Zátopek gewann mit fast 48 Sekunden Vorsprung. Er hatte dabei alle Läufer bis auf die weiteren Medaillengewinner Alain Mimoun und Bertil Albertsson überrunden können.
Emil Zátopeks Goldmedaille war die erste Medaille für die Tschechoslowakei in dieser Disziplin.

Zátopek war der erste Läufer, der bei Olympischen Spielen unter 30 Minuten blieb.

Erstmals gab es keinen finnischen Medaillengewinner.

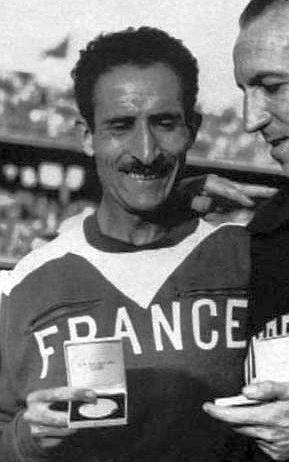
Silbermedaillengewinner Alain Mimoun gewann auch bei den Spielen 1952 zweimal Silber auf den Bahn-Langstrecken, bevor er 1956 Marathon-Olympiasieger wurde
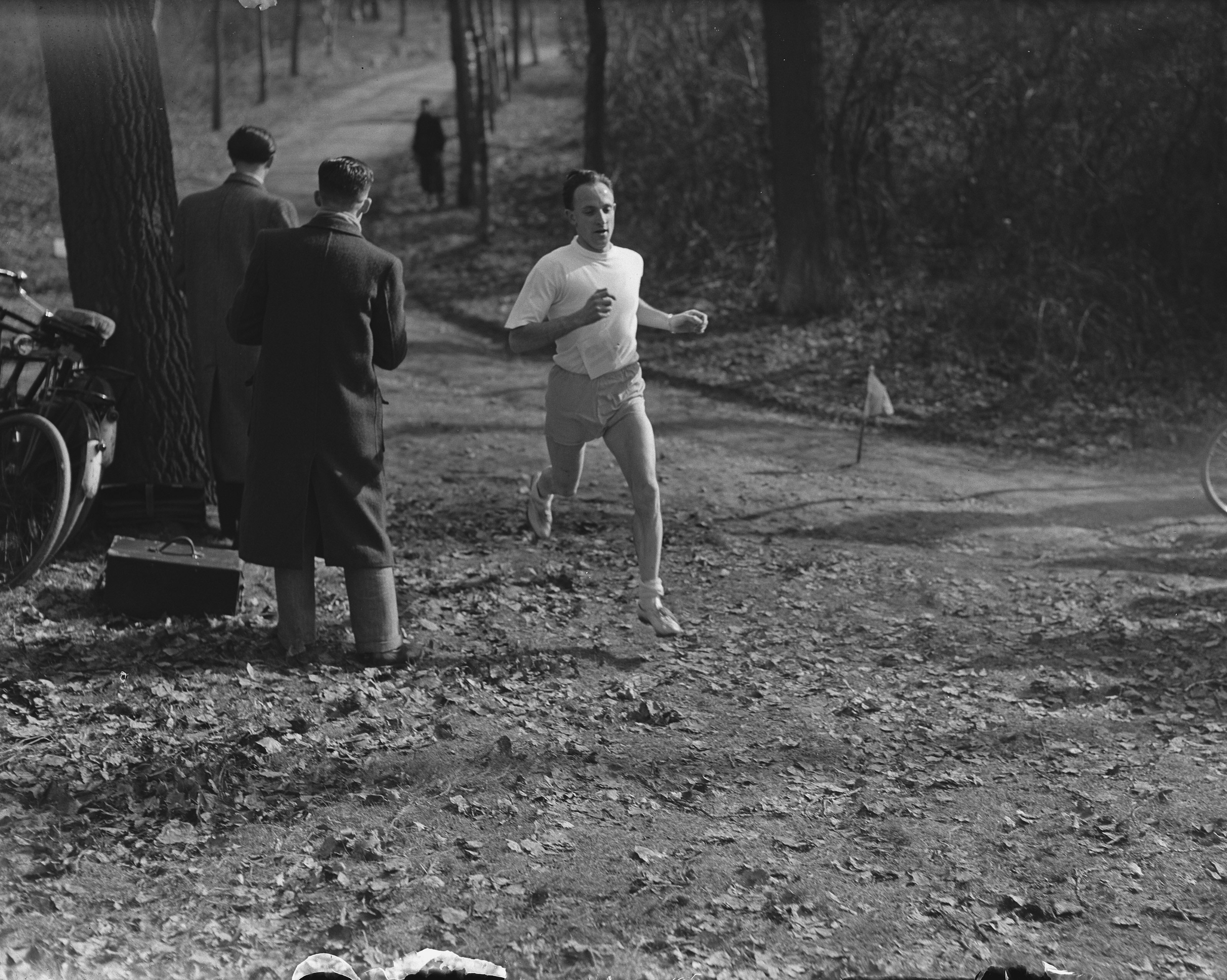
Jef Lataster – hier bei einem Crosslauf im Jahr 1951 – kam nicht in die Wertung
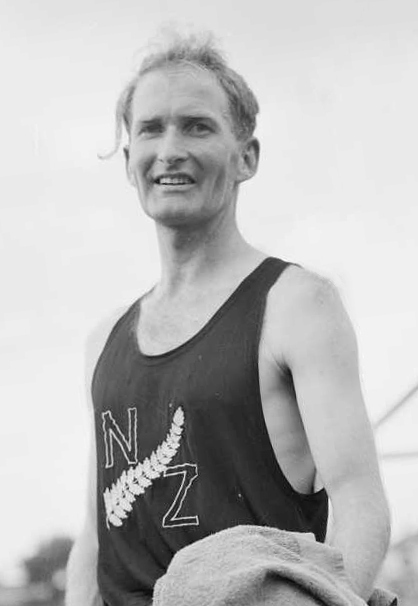
Harold Nelson – nicht in der Wertung

## Video
- London Olympics - 1948 | Today In History | 29 July 17, Bereich 6:33 min bis 8:01 min, youtube.com, abgerufen am 23. Juli 2021